# Scoparia acharis
Scoparia acharis là một loài bướm đêm trong họ Crambidae.